# 吉田雅治
吉田 雅治（よしだ まさはる、1955年7月22日 - ）は、日本の外交官。タンザニア駐箚特命全権大使を経て、スロベニア駐箚特命全権大使。

## 経歴・人物
岡山県生まれ。1978年東京大学教養学部教養学科卒業、外務省入省。北京大学、香港中文大学で中国語研修を受け、1981年から1982年までプリンストン大学イースト・エイジアン・スタディ研究員として留学。1995年外務省北米局日米安全保障条約課企画官。同年沖縄県総務部参事。1997年外務省経済協力局調査計画課長。2000年外務省総合外交政策局国際社会協力部国連行政課長。2002年在フィリピン日本国大使館参事官。2003年在フィリピン日本国大使館公使。2004年在中華人民共和国日本国大使館総務公使。2006年広州総領事。2009年衆議院事務局参事/国際部長を経て、2013年シカゴ総領事。2015年から駐タンザニア特命全権大使を務め、緊急援助物資引き渡しなどにあたった。2018年駐スロベニア特命全権大使。